# 村井英樹
村井 英樹（むらい  ひでき、1980年5月14日 - ）は、日本の政治家。自由民主党所属の衆議院議員（5期）。
内閣官房副長官、内閣総理大臣補佐官（国内経済その他特命事項担当）、内閣府大臣政務官（第3次安倍第3次改造内閣・第4次安倍内閣）を歴任した。

## 来歴

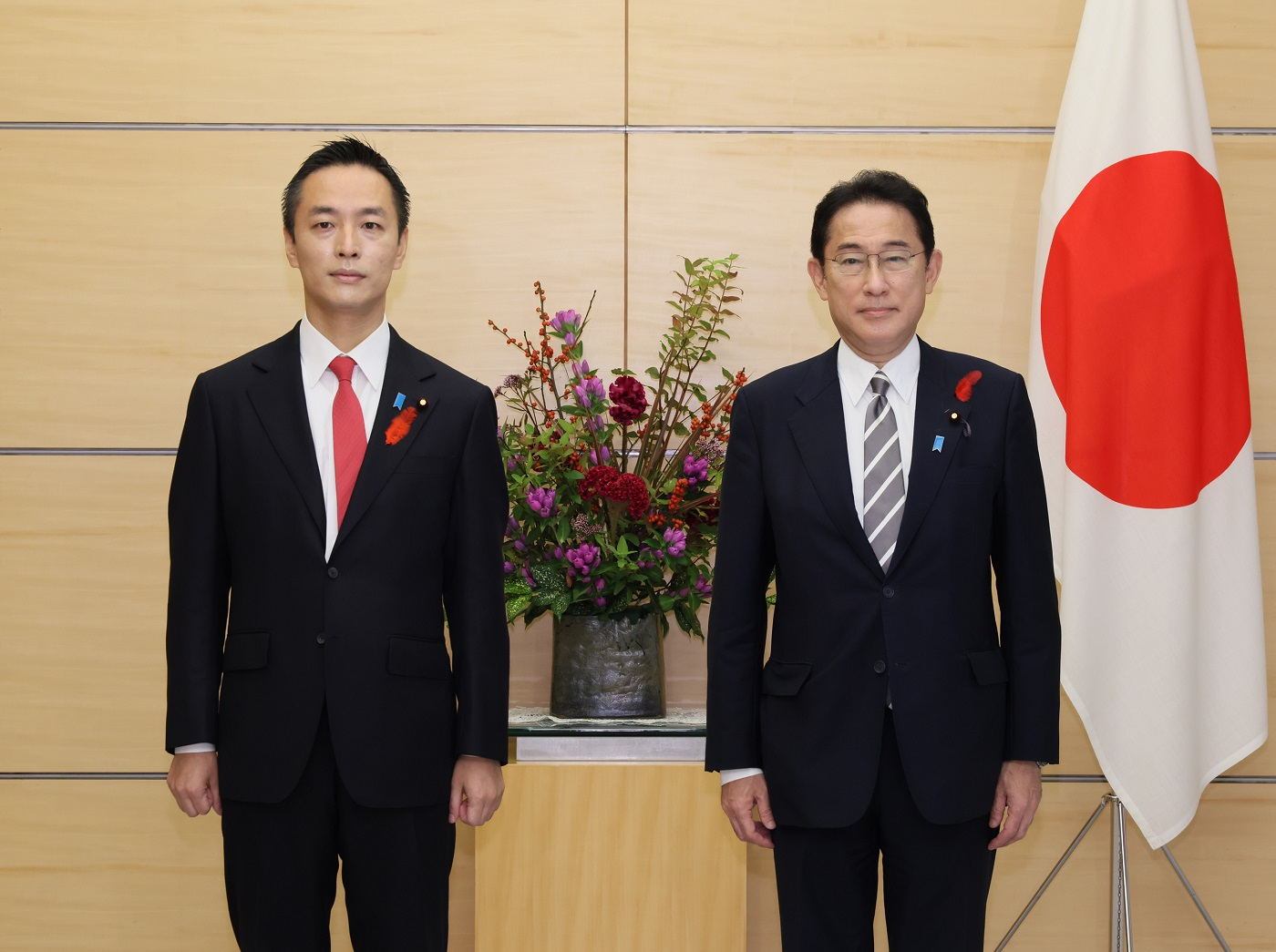
2021年、内閣総理大臣補佐官就任時に岸田文雄と

埼玉県浦和市（現・さいたま市）生まれ。浦和市立別所小学校（現：さいたま市立浦和別所小学校）、私立海城中学校・高等学校を卒業。大学入学時は理系だったが、国際政治に興味を持ち文転。東京大学教養学部総合社会科学科国際関係論分科卒業。
2003年、財務省に入省。関税局調査課兼関税局関税課。2004年に関税局調査課、2005年に高松国税局調査査察部、2006年に農林水産省生産局畜産部畜産企画課と、FTA交渉・税務行政・農林水産行政等にそれぞれ携わる。2008年から2010年までハーバード大学大学院に留学。2010年 ハーバード大学大学院修了。また同大のケネディ行政大学院で客員研究員を務めた。
帰国後は財務省主税局で課長補佐・参事官補佐を歴任。社会保障と税の一体改革等を担当。2011年9月に財務省を退官。翌月自民党埼玉県連の公募を経て、衆議院埼玉県第1区支部長に就任した。
2012年12月の第46回衆議院議員総選挙で埼玉1区から自民党公認・公明党推薦で出馬し、民主党の武正公一を約2万票差で破り初当選（武正は比例復活）。
2016年8月、副幹事長に就任（36歳3ヶ月での就任は自民党史上最年少）。
2016年、小泉進次郎議員がトップを務める「2020年以降の経済財政構想小委員会（小泉小委員会）」の事務局長に就任。「レールからの解放」、「人生100年時代の社会保障へ」、「こども保険」、「厚生労働省再編案」などの提言を中心となって取りまとめる。
2017年8月7日、第3次安倍第3次改造内閣にて内閣府大臣政務官に就任。茂木大臣の下では経済再生、社会保障・税一体改革、経済財政政策を担当し、麻生財務・金融担当大臣の下では金融庁を担当。同年10月の第48回衆議院議員総選挙で相手候補に3万票以上の差をつけ、武正に比例復活を許さず3選。
2018年3月、小泉小委員会の問題意識を引継ぐ形で立ち上げられた「2020年以降の経済社会構想会議」でも引き続き事務局長に就任。
2020年9月、国会対策副委員長に就任。予算委員会・文部科学委員会を担当。コロナ対策を裏付ける補正予算の成立や、35人学級を実現するための義務教育標準法の改正などに携わる。
2021年10月8日、岸田内閣において内閣総理大臣補佐官（国内経済その他特命事項担当）に就任。41歳4か月での就任は自民党政権史上最年少。
2021年10月31日、第49回衆議院議員総選挙で4選。
2023年9月13日、第2次岸田第2次改造内閣において、内閣官房副長官に就任。
2024年8月時点において、「AI戦略チーム長」、「AI国際戦略推進チーム長」、「スタートアップ創出調整連絡会議」議長、「創薬力の向上により国民に最新の医薬品を迅速に届けるための構想会議」座長、「ウクライナ経済復興推進準備会議」議長、「新しい資本主義実現本部」事務局長などを務め、政府内で幅広い政策分野をリードしている。
2024年10月27日投開票の第50回衆議院議員総選挙では、自民支持層が多いとされる岩槻区が新設の埼玉16区に移行したほか、自民党への逆風もあり武正の猛追を受けたが、村井が競り勝ち5選。

## 政策・主張
- エマニュエル駐日米国大使と、さいたま市立高校の生徒達との英語での意見交換会をセッティングした。細田眞由美 前さいたま市教育長は、著書「世界基準の英語力」の中で、村井議員は、さいたま市教育・子どもたちの応援団であり、「ご自身もハーバード大学大学院で学ばれた経験があり、素晴らしい英語であいさつされた姿は、参加高校生や中学生にとって、良きロールモデルになった」と述べている[26]。なお、細田氏は、さいたま市教育長時代を振り返り、「村井議員は私の恩人です」としている。
- 河野太郎ワクチン担当大臣と連携し、医療機関での個別接種の促進や、北浦和の大規模接種会場の開設を推進した[27]。
- 新型コロナ感染拡大当初、さいたま市と連携し、国の補助金を活用して、市健康科学研究センターにPCR検査機器を導入。また、厚労省と埼玉県・さいたま市間を調整し、取壊し予定だった市立病院旧病棟の有効活用に道筋をつけるなど、医療提供体制整備を推進した[28]。
- 「人生100年時代の社会保障」に向けて、消費税一本足打法から脱却し、勤労者皆社会保険制度の構築等を通じて「全世代型社会保障」を実現すべきと主張[29]。
- 2015年10月からの消費税率10％への引き上げを延期しても、アベノミクスの効果で税収が10兆円以上増えているため、社会保障の充実を行い、経済対策を行っても、2015年度の財政健全化目標（2010年度比でPB赤字の対GDP比を半減）は達成可能と主張[30]。当時、財務省は達成できないとしていたが、その後、実際に村井の指摘通りとなった[要出典]。
- 消費税の軽減税率導入については「所得の低い人への負担減に見えて実はそうではない」などの考えから反対[31]。
- 尖閣諸島国有化を肯定的に評価し、対中外交はより強い態度で臨むべきとしている[32]。
- 日本の核武装について、「状況によっては検討すべき」としている[32]。
- TPPへの参加に賛成する一方、農業分野ではより多くの例外品目を設けるべきとしている[32]。
- 女性宮家の創設に反対[32]。
- 選択的夫婦別姓制度の導入について「どちらとも言えない」としている[33]。

## 人物

### 趣味・特技
- 大相撲令和6年5月場所で大の里泰輝が優勝した際には、40㎏ある内閣総理大臣杯を1人で大の里に手渡してその腕力が話題となった[34]。大相撲令和6年9月場所でも優勝した大の里泰輝に再び内閣総理大臣杯を手渡し、場内のどよめきや歓声を誘っている[35]。
- 将棋を趣味（アマ三段）としており[36]、王将戦（2015年2月開催）のさいたま市内への誘致に尽力した[37]。
- 浦和軟式少年野球連盟の出身であり、その縁で、2017年3月、埼玉県野球協会会長に就任した[14]。また、埼玉県サイクリング協会会長も務めている[38]。
- さいたま国際マラソンに毎年出場しており、2016年11月には、5時間17分14秒のタイムで完走した[39]。また、2019年12月には、5時間8分58秒で完走した[40]。なお、2017年は自身の選挙、2018年はギックリ腰で出場できなかった[41]。

### 家族
- 3児（長男・次男・三男）の父[42]。

### 評価
- 政界のフィクサーが注目する「怪力男」の正体の記事の中で、「将来の総裁候補としての期待が高まっている」、埼玉県の「最終兵器」、「地盤・看板・カバンを持たず、政治家としての能力の高さのみで頭角を現した」と評されている[43]。
- 内閣官房副長官就任に際し、埼玉新聞に、「内閣が発足した当初の2021年10月から首相補佐官として政権を支え続けてきた実績が評価された」、「かつて加藤紘一元幹事長や森喜朗元首相が若くして務めた要職を、近年では異例の43歳という若さで任されたことにも岸田首相の期待がうかがえる」と紹介された[44]。
- 岸田文雄首相より「埼玉初の首相を狙える」、「自民党の若手の中で3本の指に入る逸材」と評された[45]。また岸田政権の3年間に総理官邸に継続して勤務してくれたのは、政治家では村井英樹が唯一無二の存在であり、最も仕事をした国会議員と評された[46]。
- 日経フィナンシャルに、「岸田文雄首相のブレーンと呼ばれている」と紹介された[18]。
- 読売新聞に、「党で政策立案能力を発揮し、将来を嘱望される３回生」として紹介された[47]。
- 産経新聞・読売新聞などの特集記事で、政策作りの中心となる事務局長を幾つも兼任していることから「ミスター事務局長」と紹介された[48][49]。
- 政策NPO万年野党の三ツ星議員（特別表彰）に選出。選定理由は、「社会保障など諸分野での政策立案への貢献で多くの同僚議員の方々から推薦されたから」。三ツ星議員は、基本的に野党議員の方向けの表彰であり、与党議員による選出はこの4年間で5名のみである[50][51]。
- 河野太郎は「いずれ小泉進次郎vs村井英樹で総裁選をやるときが必ず来る。その前に私にやらせてください」と述べている[52]。
- 田原総一朗（著）の「令和の日本革命」では、次世代のリーダー4人の中の一人に取り上げられている。また三浦瑠麗によれば、田原は政策的に不明な点は村井に訊きに行くと公言しているという[53]。
- 元財務官僚の理論派で、自民党若手議員きっての政策通。小泉小委員会では取りまとめ役として提言の大半を執筆した[54]。その仕事振りは顕著で、「村井は想定問答まで自分で作る。役人仕事を全てこなしてしまう。こちらが入り込む余地はないよ。」と、小泉進次郎に近づきたい、財務省主計局幹部がぼやいたとされる[55]。一方で、熱く議論を引っ張る「熱血漢」とも評されている。
- 小泉進次郎は、村井を評して、自分のアイデアや言いたいことを形にする「魔術師」としている[56]。
- 小泉進次郎、小林史明らと「人生100年時代」に向けた社会保障改革や、抜本的な少子化対策等を主張し、小泉・村井・小林の「三羽烏」と称される[57][58]。
- 週刊現代（2018年11月10日）の企画、「国会議員 全706人調査 将来、総理になれる人 なれない人」で、31位の評価。非世襲・若手議員で50位内は異例。

## 選挙歴
| 当落 | 選挙                   | 執行日         | 年齢 | 選挙区  | 政党       | 得票数     | 得票率 | 定数 | 得票順位 /候補者数 | 政党内比例順位 /政党当選者数 |
| ---- | ---------------------- | -------------- | ---- | ------- | ---------- | ---------- | ------ | ---- | ------------------ | ---------------------------- |
| 当   | 第46回衆議院議員総選挙 | 2012年12月16日 | 32   | 埼玉1区 | 自由民主党 | 9万6242票  | 39.74% | 1    | 1/5                | /                            |
| 当   | 第47回衆議院議員総選挙 | 2014年12月14日 | 34   | 埼玉1区 | 自由民主党 | 10万5760票 | 46.93% | 1    | 1/4                | /                            |
| 当   | 第48回衆議院議員総選挙 | 2017年10月22日 | 37   | 埼玉1区 | 自由民主党 | 10万6699票 | 46.88% | 1    | 1/4                | /                            |
| 当   | 第49回衆議院議員総選挙 | 2021年10月31日 | 41   | 埼玉1区 | 自由民主党 | 12万856票  | 47.58% | 1    | 1/5                | /                            |
| 当   | 第50回衆議院議員総選挙 | 2024年10月27日 | 44   | 埼玉1区 | 自由民主党 | 8万5347票  | 41.46% | 1    | 1/5                | /                            |

## 主な所属団体・議員連盟
- 自民党たばこ議員連盟[59][60]
- 神道政治連盟国会議員懇談会[61]
- トラック輸送振興議員連盟
- 北朝鮮に拉致された日本人を早期に救出するために行動する議員連盟
- 自転車活用推進研究会
- 将棋文化振興議員連盟
- 都市農業研究会
- 幼児教育議員連盟
- 自由民主党全国保育関係議員連盟
- 自由民主党統合医療推進議員連盟

## メディア出演
- 2012年12月28日 テレビ埼玉「ウィークエンド930スペシャル」
- 2013年1月5日  日本テレビ「ウェークアップ!ぷらす」新春SP  日本の未来  若手議員に問う
- 2014年2月  日経ビジネスオンライン～キーパーソンに聞く「消費税の軽減税率導入はもう一度、議論し直すべき」
- 2014年3月  インターネットTV  超人大陸「軽減税率が決して低所得者の味方ではない」
- 2014年7月2日  BS11「報道ライブ21  INsideOUT」法人税改革  中小企業への影響
- 2014年9月17日  みわちゃんねる突撃永田町！！第131回目ゲスト
- 2015年12月11日  国会トークフロントライン「外国人労働者受け入れをそろそろ考えては？」
- 2016年7月5日  BS11 リベラルタイム  第1週テーマ：『志はどこにあるのか』
- 2016年7月12日  BS11 リベラルタイム  第2週テーマ：『2020年以降の経済財政構想』
- 2017年4月14日  国会トークフロントライン「少子化対策は喫緊の課題  財源はこども保険で！」
- 2017年10月22日 TBS「激突！与野党大決戦  選挙スタジアム2017」
- 2018年6月15日  国会トークフロントライン「小泉小委の提案、骨太の方針のコアに！今後もどんどんいろいろな提案をしていきます！」
- 2019年5月31日  テレビ朝日 朝まで生テレビ「与野党激論！ド〜する？！令和ニッポン」
- 2019年6月18日  BS11「報道ライブ インサイドOUT」老後2千万円の衝撃波！若手議員が改革を直言
- 2019年7月21日  日本テレビ zero選挙2019「新時代の大問題第2部 有働由美子」
- 2019年7月21日  CS放送TBS NEWSすべて見せます参院選2019「徹底LIVE!あなたの一票の行方」
- 2019年9月11日  BS日テレ 深層NEWS「内閣改造何を目指す？顔ぶれから見えること  安倍首相の布石を読む」
- 2020年4月26日  BSテレ東 NIKKEI テレ東サロン「日本政治の問題点は」

## 関連書籍
- 藤沢烈 『人生１００年時代の国家戦略―小泉小委員会の５００日』 東洋経済新報社、2017年12月。ISBN 978-4492212356。
- 朝日新聞出版『AERA』2017年10月9日増大号 14頁「つみたてNISAへ金融庁が動く  金融担当政務官・村井英樹氏」
- 田原総一朗『令和の日本革命  ２０３０年の日本はこうなる』講談社、2019年6月24日
- 清水真人『小泉進次郎と権力』日本経済新聞出版社、2019年11月21日